# Sini jarko sunce sa Kosova
Sini jarko sunce sa Kosova (serb. Сини јарко сунце са Косова) – serbska pieśń patriotyczna o charakterze nostalgicznym.
Pieśń nawiązuje do chwalebnych epizodów z historii Serbii. Wspomina dynastię Nemaniczów, Miloša Obilicia (zabójcę sułtana Murada I podczas bitwy na Kosowym Polu w 1389) oraz dziewięciu braci Jugoviciów (synów Vratka Nemanjicia, bohaterów poległych na Kosowym Polu). Wymienia miasta historycznie zamieszkałe przez Serbów lub mające dla nich znaczenie: Kruševac (dawną stolicę, skąd wojska serbskie wyruszyły na bitwę kosowską), Prizren, Cetynię, Dubrownik, Knin i Nevesinje. Wspomina miejsca z ważnymi dla narodu obiektami (wzgórze Avala koło Belgradu z cerkwią św. Stefana IV Lazarevicia, góry Lovćen, gdzie znajduje się Mauzoleum Piotra II Petrowicia-Niegosza, wieś Šare, czy monument Gazimestan na Kosowym Polu z tekstem tzw. klątwy kosowskiej), a także historyczne klasztory w Kosowie znajdujące się pod opieką UNESCO (Peć, Dečani i Gračanicę).
Utwór śpiewany a capella spopularyzowała Danica Crnogorčević (wówczas Nikić), czarnogórska piosenkarka muzyki etno i religijnej podczas uroczystości z okazji 98. rocznicy Wielkiego Zgromadzenia Narodu Serbskiego w Podgoricy oraz Dnia Zjednoczenia Czarnogóry i Serbii, która odbyła się 1 grudnia 2016 w krypcie katedry Zmartwychwstania Chrystusa w Podgoricy.
W 2020 ukazała się wersja instrumentalna. Muzykę do utworu napisała Jovana Barać z zespołu Luče pochodząca z Leposavića. Muzykę skomponował producent tego samego zespołu, Rastko Aksentijević. Teledysk nakręcono na północy Kosowa – w Mokrej Gorze, nad jeziorem Gazivode, w twierdzy w Zvečanie, w Sočanicy i Leposaviciu.